# Saint-Lô-d'Ourville
Saint-Lô-d'Ourville és un municipi francès situat al departament de la Manche i a la regió de Normandia. L'any 2007 tenia 573 habitants.

## Demografia

### Població
El 2007 la població de fet de Saint-Lô-d'Ourville era de 573 persones. Hi havia 244 famílies de les quals 66 eren unipersonals (33 homes vivint sols i 33 dones vivint soles), 83 parelles sense fills, 66 parelles amb fills i 29 famílies monoparentals amb fills.
La població ha evolucionat segons el següent gràfic:
Habitants censats

### Habitatges
El 2007 hi havia 540 habitatges, 245 eren l'habitatge principal de la família, 277 eren segones residències i 18 estaven desocupats. 423 eren cases i 7 eren apartaments. Dels 245 habitatges principals, 192 estaven ocupats pels seus propietaris, 42 estaven llogats i ocupats pels llogaters i 11 estaven cedits a títol gratuït; 6 tenien una cambra, 12 en tenien dues, 61 en tenien tres, 64 en tenien quatre i 102 en tenien cinc o més. 187 habitatges disposaven pel capbaix d'una plaça de pàrquing. A 109 habitatges hi havia un automòbil i a 112 n'hi havia dos o més.

### Piràmide de població
La piràmide de població per edats i sexe el 2009 era:
| Homes | Edats   | Dones |
| ----- | ------- | ----- |
| 0     | 95 o +  | 0     |
| 0     | 90 a 94 | 0     |
| 0     | 85 a 89 | 8     |
| 4     | 80 a 84 | 4     |
| 4     | 75 a 79 | 8     |
| 12    | 70 a 74 | 12    |
| 20    | 65 a 69 | 20    |
| 16    | 60 a 64 | 24    |
| 28    | 55 a 59 | 24    |
| 16    | 50 a 54 | 12    |
| 12    | 45 a 49 | 12    |
| 4     | 40 a 44 | 8     |
| 16    | 35 a 39 | 20    |
| 16    | 30 a 34 | 16    |
| 20    | 25 a 29 | 16    |
| 12    | 20 a 24 | 12    |
| 8     | 15 a 19 | 8     |
| 4     | 10 a 14 | 4     |
| 20    | 5 a 9   | 12    |
| 12    | 0 a 4   | 8     |

## Economia
El 2007 la població en edat de treballar era de 354 persones, 235 eren actives i 119 eren inactives. De les 235 persones actives 196 estaven ocupades (105 homes i 91 dones) i 40 estaven aturades (24 homes i 16 dones). De les 119 persones inactives 54 estaven jubilades, 35 estaven estudiant i 30 estaven classificades com a «altres inactius».

### Ingressos
El 2009 a Saint-Lô-d'Ourville hi havia 240 unitats fiscals que integraven 553 persones, la mediana anual d'ingressos fiscals per persona era de 15.899 €.

### Activitats econòmiques
Dels 20 establiments que hi havia el 2007, 1 era d'una empresa alimentària, 5 d'empreses de fabricació d'altres productes industrials, 2 d'empreses de construcció, 3 d'empreses de comerç i reparació d'automòbils, 1 d'una empresa de transport, 3 d'empreses d'hostatgeria i restauració, 1 d'una empresa de serveis, 3 d'entitats de l'administració pública i 1 d'una empresa classificada com a «altres activitats de serveis».
Dels 2 establiments de servei als particulars que hi havia el 2009, 1 era un guixaire pintor i 1 restaurant.
L'únic establiment comercial que hi havia el 2009 era una fleca.
L'any 2000 a Saint-Lô-d'Ourville hi havia 20 explotacions agrícoles que ocupaven un total de 416 hectàrees.

## Poblacions més properes
El següent diagrama mostra les poblacions més properes.